# Nuoto ai XVII Giochi paralimpici estivi - Donne 100 metri rana
Le gare di nuoto 100 metri rana femminili ai XVII Giochi paralimpici estivi si sono svolte tra il 30 agosto e il 5 settembre 2024 alla Paris La Défense Arena.

## Programma
Sono stati disputati 10 eventi, articolati in una serie di batterie di qualificazione in mattinata; la finale è stata disputata nel pomeriggio/sera del medesimo giorno. Ha fatto eccezione la classe SB6, di cui è stata disputata direttamente la finale.
| SB4  |   |   |  |  |   |   | B | F |  |  |  |  |   |   |
| SB5  |   |   |  |  | B | F |   |   |  |  |  |  |   |   |
| SB6  |   |   |  |  |   | F |   |   |  |  |  |  |   |   |
| SB7  |   |   |  |  |   |   |   |   |  |  |  |  | B | F |
| SB8  | B | F |  |  |   |   |   |   |  |  |  |  |   |   |
| SB9  | B | F |  |  |   |   |   |   |  |  |  |  |   |   |
| SB11 |   |   |  |  |   |   |   |   |  |  |  |  | B | F |
| SB12 |   |   |  |  |   |   |   |   |  |  |  |  | B | F |
| SB13 |   |   |  |  |   |   |   |   |  |  |  |  | B | F |
| SB14 |   |   |  |  |   |   | B | F |  |  |  |  |   |   |

| M | mattina | P | pomeriggio/sera |

| B | Batterie | F | Finale per medaglia d'oro |

## Risultati
Tutti i tempi sono espressi in minuti e secondi.

### SB4
Le gare si sono svolte il 2 settembre 2024.
| Pos. | Atleta             | Nazione                     | Tempo   | Note |
| ---- | ------------------ | --------------------------- | ------- | ---- |
|      | Giulia Ghiretti    | Italia                      | 1:50,21 |      |
|      | Fanni Illés        | Ungheria                    | 1:50,25 |      |
|      | Cheng Jiao         | Cina                        | 1:51,70 |      |
| 4    | Liu Yu             | Cina                        | 1:52,78 |      |
| 5    | Yao Cuan           | Cina                        | 1:54,81 |      |
| 6    | Berta Garcia Grau  | Spagna                      | 1:57,99 |      |
| 7    | Irina Deviatova    | Atleti Paralimpici Neutrali | 2:01,15 |      |
| 8    | Natalia Pavliukova | Atleti Paralimpici Neutrali | 2:01,61 |      |

### SB5
Le gare si sono svolte il 1º settembre 2024.
| Pos. | Atleta                    | Nazione       | Tempo   | Note            |
| ---- | ------------------------- | ------------- | ------- | --------------- |
|      | Grace Harvey              | Gran Bretagna | 1:42,33 |                 |
|      | Zhang Li                  | Cina          | 1:43,17 | Record asiatico |
|      | Hontar Anna               | Ucraina       | 1:44,25 |                 |
| 4    | Arianna Talamona          | Italia        | 1:46,48 |                 |
| 5    | Verena Schott             | Germania      | 1:49,35 |                 |
| 6    | Laila Suzigan Abate       | Brasile       | 1:53,03 |                 |
| 7    | Thelma Bjorg Bjornsdottir | Islanda       | 1:58,62 |                 |
| 8    | Maori Yui                 | Giappone      | 1:59,79 |                 |

### SB6
La gara si è svolta il 1º settembre 2024.
| Pos. | Atleta                | Nazione         | Tempo   | Note                                |
| ---- | --------------------- | --------------- | ------- | ----------------------------------- |
|      | Maisie Summers-Newton | Gran Bretagna   | 1:31,30 | Record paralimpico · Record europeo |
|      | Liu Daomin            | Cina            | 1:32,25 |                                     |
|      | Ng Cheuk-yan          | Hong Kong       | 1:34,15 |                                     |
| 4    | He Shenggao           | Cina            | 1:37,77 |                                     |
| 5    | Veronika Korzhova     | Ucraina         | 1:39,72 |                                     |
| 6    | Ahalya Lettenberger   | Stati Uniti     | 1:47,72 |                                     |
| 7    | Evelin Szaraz         | Ungheria        | 1:47,84 |                                     |
| 8    | Alejandra Aybar       | Rep. Dominicana | 1:52,70 |                                     |

### SB7
Le gare si sono svolte il 5 settembre 2024.
| Pos. | Atleta                      | Nazione                     | Tempo   | Note            |
| ---- | --------------------------- | --------------------------- | ------- | --------------- |
|      | Mariia Pavlova              | Atleti Paralimpici Neutrali | 1:26,09 | Record mondiale |
|      | Iona Winnifrith             | Gran Bretagna               | 1:29,69 |                 |
|      | Tess Routliffe              | Canada                      | 1:31,58 |                 |
| 4    | Nahia Zudaire Borrezo       | Spagna                      | 1:33,48 |                 |
| 5    | Naomi Somellera Mandujano   | Messico                     | 1:39,99 |                 |
| 6    | Gisell Natalia Prada Pachon | Colombia                    | 1:41,58 |                 |
| 7    | Chen Shuling                | Cina                        | 1:42,28 |                 |
| 8    | Vendula Duskova             | Rep. Ceca                   | 1:42,90 |                 |

### SB8
Le gare si sono svolte il 30 agosto 2024.
| Pos. | Atleta                | Nazione                     | Tempo   | Note |
| ---- | --------------------- | --------------------------- | ------- | ---- |
|      | Anastasiya Dmytriv    | Spagna                      | 1:19,75 |      |
|      | Brock Whiston         | Gran Bretagna               | 1:21,04 |      |
|      | Viktoriia Ishchiulova | Atleti Paralimpici Neutrali | 1:24,50 |      |
| 4    | Ellen Keane           | Irlanda                     | 1:24,69 |      |
| 5    | Mikuni Utsugi         | Giappone                    | 1:26,42 |      |
| 6    | Nuria Marques Soto    | Spagna                      | 1:26,58 |      |
| 7    | Kanon Fukuda          | Giappone                    | 1:26,88 |      |
| 8    | Katarina Roxon        | Canada                      | 1:27,39 |      |

### SB9
Le gare si sono svolte il 30 agosto 2024.
| Pos. | Atleta               | Nazione                     | Tempo   | Note            |
| ---- | -------------------- | --------------------------- | ------- | --------------- |
|      | Chantalle Zijderveld | Paesi Bassi                 | 1:13,74 |                 |
|      | Zhang Meng           | Cina                        | 1:15,05 | Record asiatico |
|      | Lisa Kruger          | Paesi Bassi                 | 1:17,14 |                 |
| 4    | Keira Stephens       | Australia                   | 1:17,64 |                 |
| 5    | Tatyana Lebrun       | Belgio                      | 1:18,39 |                 |
| 6    | Elizaveta Sidorenko  | Atleti Paralimpici Neutrali | 1:19,65 |                 |
| 7    | Gabriella Smith      | Nuova Zelanda               | 1:20,72 |                 |
| 8    | Daniela Gimenez      | Argentina                   | 1:22,41 |                 |

### SB11
Le gare si sono svolte il 5 settembre 2024.
| Pos. | Atleta               | Nazione                     | Tempo   | Note               |
| ---- | -------------------- | --------------------------- | ------- | ------------------ |
|      | Daria Lukianenko     | Atleti Paralimpici Neutrali | 1:18,31 | Record paralimpico |
|      | Ma Jia               | Cina                        | 1:19,24 | Record asiatico    |
|      | Karolina Pelendritou | Cipro                       | 1:21,64 |                    |
| 4    | Zhang Xiaotong       | Cina                        | 1:24,20 |                    |
| 5    | Nadia Baez           | Argentina                   | 1:28,97 |                    |
| 6    | Scarlett Humphrey    | Gran Bretagna               | 1:30,61 |                    |
| 7    | Cai Liwen            | Cina                        | 1:30,99 |                    |
| 8    | Martina Rabbolini    | Italia                      | 1:33,40 |                    |

### SB12
Le gare si sono svolte il 5 settembre 2024.
| Pos. | Atleta                        | Nazione   | Tempo   | Note             |
| ---- | ----------------------------- | --------- | ------- | ---------------- |
|      | Elena Krawzow                 | Germania  | 1:12,54 | Record mondiale  |
|      | Maria Carolina Gomes Santiago | Brasile   | 1:15,62 |                  |
|      | Zheng Jietong                 | Cina      | 1:20,03 | Record asiatico  |
| 4    | Alessia Berra                 | Italia    | 1:21,29 |                  |
| 5    | Alani Ferreira                | Sudafrica | 1:21,36 | Record africano  |
| 6    | Jenna Jones                   | Australia | 1:22,04 | Record oceaniano |
| 7    | Soon Sophie Jin Wen           | Singapore | 1:30,42 |                  |
| 8    | Belkis Mota                   | Venezuela | 1:31,83 |                  |

### SB13
Le gare si sono svolte il 5 settembre 2024.
| Pos. | Atleta               | Nazione                     | Tempo   | Note |
| ---- | -------------------- | --------------------------- | ------- | ---- |
|      | Rebecca Redfern      | Gran Bretagna               | 1:16,02 |      |
|      | Olivia Chambers      | Stati Uniti                 | 1:17,70 |      |
|      | Colleen Young        | Stati Uniti                 | 1:18,52 |      |
| 4    | Róisín Ní Ríain      | Irlanda                     | 1:19,16 |      |
| 5    | Marian Polo Lopez    | Spagna                      | 1:19,37 |      |
| 6    | Mariia Latritskaia   | Atleti Paralimpici Neutrali | 1:20,58 |      |
| 7    | Anastasiya Zudzilava | Atleti Paralimpici Neutrali | 1:22,15 |      |
| 8    | Danika Vyncke        | Sudafrica                   | 1:23,82 |      |

### SB14
Le gare si sono svolte il 2 settembre 2024.
| Pos. | Atleta                  | Nazione       | Tempo   | Note |
| ---- | ----------------------- | ------------- | ------- | ---- |
|      | Louise Fiddes           | Gran Bretagna | 1:15,47 |      |
|      | Débora Borges Carneiro  | Brasile       | 1:16,02 |      |
|      | Beatriz Borges Carneiro | Brasile       | 1:16,46 |      |
| 4    | Paige Leonhardt         | Australia     | 1:16,55 |      |
| 5    | Assya Maurin Espiau     | Francia       | 1:19,26 |      |
| 6    | Mikika Serizawa         | Giappone      | 1:19,38 |      |
| 7    | Chan Yui Lam            | Hong Kong     | 1:21,98 |      |
| 8    | Olivia Newman-Baronius  | Gran Bretagna | 1:22,20 |      |